# Honoré Gressenbucher
Honoré (Maurice, Jacques) Gressenbucher, né le 15 août 1924 à Besançon (Doubs) et mort exécuté le 21 juillet 1944 à Marchaux, est un résistant français,.
Abattu alors qu'il fuit un barrage quelques jours après le sabotage d'un train d'essence à Roche-lez-Beaupré, il est reconnu interné résistant, homologué FFI, récipiendaire de la Croix de guerre à titre posthume par décret du 23 février 1959, inscrit sur la plaque commémorative de l’ESPE ainsi que sur les monuments aux Morts de Bonnay et de Besançon,,, alors qu'une rue de Bonnay est nommée en son honneur.